# ピンク・トライアングル
ピンク・トライアングル（英語: pink triangle、ドイツ語: rosa Winkel）は、ホロコーストで強制収容された者に装着が義務づけられていた三角形の識別胸章のうち、男性の同性愛者を表したもの（女性の同性愛者はブラック・トライアングルで表された）。ラベンダー・ピンク色をしていたことからこの名が付いた。女性を含む、これらの同性愛収容者の多くが、アウトバーン建設に代表される強制労働中や、収容所内で組織的に衰弱死・懲罰死させられ、また、虐殺された。大戦終了までに約10万人が逮捕され、うち約5万人が有罪となって投獄され、さらに内5千人から1万5千人が強制収容所に送られ、強制収容所に送られた者の多くがそのまま亡くなったとされる。また、家族も誹謗中傷にさらされ、様々な迫害を受けた。しかし、ナチス時代以前から同性愛が非合法でナチス後も同様であったため、ナチス弾圧と認められず、補償の対象とならず、ナチス被害者の団体も補償に反対したとされる。

ピンク・トライアングル

被害者のオーストリア人ヨーゼフ・コフートは、1960年代終わり頃にジャーナリスト志望のヨハン・ノイマンの取材を受け、ノイマンの手でその体験発表がなされようとしたが、当時オーストリアや西独では同性愛はまだ違法で同性愛者の逮捕は続いており、出版を引き受ける出版社はなく立ち消えとなった。同性愛が事実上無罰化された後の1972年にコフートの証言集はハンブルクの挑戦的な作品にも取り組んできたメルリン出版社から仮名で『ピンク・トライアングルを付けた男たち』として刊行された。当初はさほど評判にならなかったが、1970年代後半以降に同性愛者の権利運動が高まると注目され、世界的に知られる作品となっていき、1990年、若手歴史家らが新聞広告で同性愛による収容体験者を募集したところ、コフートのみが名乗りをあげ、再びインタビューが行われた。コフートの証言はとくに逮捕前の平穏な時期などは事実と若干の違いがあるようだが、フロッセンビュルク収容所での拷問や6人の収容者が処刑されたことなど他の生存収容者の証言と一致している。彼の証言によって同性愛者の収容所での状況が広く知られるようになった。彼自身は亡くなる1994年直前になってようやく強制収容所に居た期間が年金の受給資格期間に入れられ、それもピンク・トライアングルの男としては初めてのことであった。米国ワシントンにあるホロコースト記念博物館には彼の収容番号が入った識別章が保管されている。
ピンク・トライアングルや、これに使用されたラベンダー・ピンク色は、現在では性的少数者（LGBT）のプライドや権利を象徴するシンボルとして生まれ変わっている。ニューヨークのエンパイア・ステート・ビルのライトアップは様々な記念日にちなんで年中色が変わるが、毎年6月の最終週にラベンダー色にライトアップされるのは、この週がストーンウォールの反乱を記念した同市の「LGBTプライド週間」だからである。